# Eduard Gustav Honrath

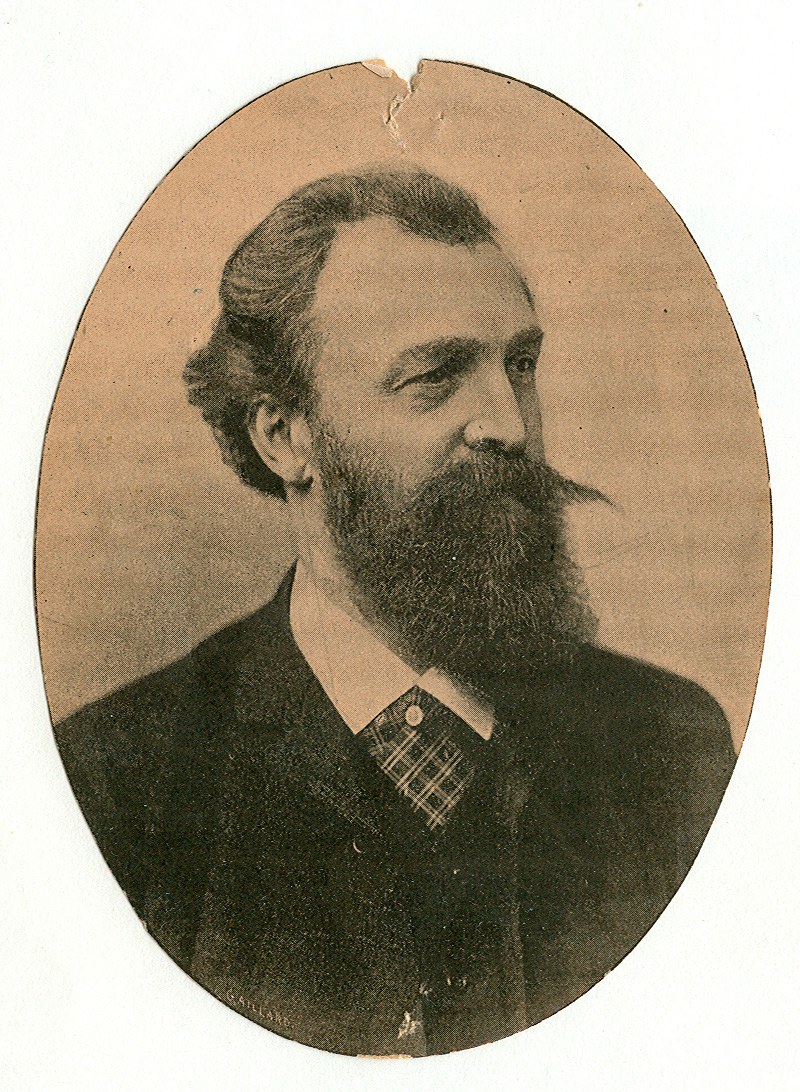
Eduard Gustav Honrath

Eduard Gustav Honrath (* 11. August 1837 in Koblenz; † 19. April 1893 in Groß-Lichterfelde) war ein deutscher Kunsthändler und Entomologe.

## Leben
Eduard G. Honrath verbrachte seine Jugendzeit in Düsseldorf, wirkte später in kaufmännischer Tätigkeit in Hamburg und eröffnete 1871 in Berlin mit Adalbert van Baerle (* 1833) die im Kunsthandel tätige Firma Honrath & van Baerle, die als Hofkunsthändler Sr. Majestät des Kaisers und des Königs firmierte und in ihren Ausstellungsräumen Unter den Linden 2 (Zeughaus) und 3 (Kronprinzenpalais) unter anderem Gemälde von Andreas Achenbach, Oswald Achenbach, Franz Defregger, Eduard Grützner, Ludwig Knaus und Pradilla ausstellte. Im Jahr 1892 bezog er seine neu erbaute Villa in der Wilhelmstr. 8 in Groß-Lichterfelde.
Eduard G. Honrath sammelte etwa ab 1878 intensiv Schmetterlinge und legte sich eine umfangreiche Sammlung an. Er wurde im Dezember 1878 Mitglied und führte in der Nachfolge des Freiherrn Hans von Türckheim zu Altdorf und des Sanitätsrats Louis Mayer ab 1886 den Vorsitz im 1856 von Gustav Kraatz gegründeten Berliner entomologischen Verein, wurde 1887 Mitglied des Entomologischen Vereins Iris zu Dresden, war Fellow der Entomological Society of London und ist unter anderem Erstbeschreiber der Ritterfalter Parnassius stenosemus (Honrath, 1890), Papilio neumoegeni Honrath, 1890 sowie Atrophaneura kuehni (Honrath, 1886), den er zu Ehren des Forschungsreisenden Heinrich Kühn benannte.
Otto Staudinger und Andreas Bang-Haas benannten ihm zu Ehren den auch als Honrath’s Apollo bekannten Ritterfalter Parnassius honrathi (Staudinger und Bang-Haas, 1882).
Im Jahr 1892 wurde er mit dem Königlichen Kronen-Orden und dem Orden der Krone von Italien ausgezeichnet.
Seine Sammlung exotischer Lepidoptera kam über Herbert Jordan Adams (1838–1912) an das Natural History Museum in London. Teile seiner Sammlung paläarktischer Lepidoptera wurden über den Naturalienhändler William Watkins (1849–1900) aus Eastbourne vereinzelt.

## Schriften (Auswahl)
- Neue Rhopalocera. In: Berliner Entomologische Zeitschrift, 30, 1886, S. 129–131 (zobodat.at [PDF]).
- Neue Rhopalocera. In: Berliner Entomologische Zeitschrift, 30, 1886, S. 294–296 (zobodat.at [PDF]).
- Diagnosen von zwei neuen Rhopaloceren. In: Entomologische Nachrichten, 16, 1890, S. 127 (zobodat.at [PDF]).
- Freiherr Hans von Türckheim zu Altdorf gest. 21. November 1892. In: Berliner Entomologische Zeitschrift, 37, 1892, S. 511–512 (zobodat.at [PDF]).